# Sillus delicatus
Sillus delicatus är en spindelart som beskrevs av Cândido Firmino de Mello-Leitão 1922. 
Sillus delicatus ingår i släktet Sillus och familjen spökspindlar. Inga underarter finns listade i Catalogue of Life.